# Ларкхолл
Ларкхо́лл (англ. Larkhall, шотл. Laverock 'Ha) — місто в центрі Шотландії, в області Південний Ланаркшир.
Населення міста становить 15 730 осіб (2006).